# David Bichinashvili
David Bichinashvili  –en georgiano, დავით ბიჩინაშვილი; en ucraniano, Давид Бічінашвілі, Davyd Bichinashvili– (Tiflis, URSS, 3 de febrero de 1975) es un deportista alemán de origen georgiano que compitió en lucha libre (hasta 2001 bajo la bandera de Ucrania). Ganó cuatro medallas en el Campeonato Europeo de Lucha entre los años 1997 y 2008.
Participó en tres Juegos Olímpicos de Verano, ocupando el 12.º lugar en Sídney 2000, el 11.º lugar en Atenas 2004 y el quinto en Pekín 2008.

## Palmarés internacional
| Representando a Ucrania  |                         |                   |           |
| Campeonato Europeo       |                         |                   |           |
| Año                      | Lugar                   | Medalla           | Categoría |
| 1997                     | Varsovia (Polonia)      | Medalla de bronce | 85 kg     |
| 1998                     | Bratislava (Eslovaquia) | Medalla de plata  | 85 kg     |
| 2001                     | Budapest (Hungría)      | Medalla de plata  | 85 kg     |
| Representando a Alemania |                         |                   |           |
| Campeonato Europeo       |                         |                   |           |
| Año                      | Lugar                   | Medalla           | Categoría |
| 2008                     | Tampere (Finlandia)     | Medalla de bronce | 84 kg     |